# سعید کنگرانی
سعید کنگرانی فراهانی (۱۴ مرداد ۱۳۳۳ – ۲۳ شهریور ۱۳۹۷) بازیگر سینما و تلویزیون اهل ایران بود. سریال دایی‌جان ناپلئون در تلویزیون و فیلم‌های در امتداد شب و دایرهٔ مینا در سینما از کارهای شاخص اوست.

## زندگی

### فعالیت در تئاتر
سعید کنگرانی از کودکی در صحنهٔ تئاتر فعالیت می‌کرد. بعدها در تئاتر «شهر قصه» به ایفای نقش پرداخت و در تیر ۱۳۹۷ به بازی در تئاتر نیرنگ اورنگ در تماشا خانهٔ سنگلج پرداخت.

### در سینما
اولین حضور سعید کنگرانی در سینما، در فیلم رضا موتوری بود. سپس با موج نو سینمای ایران هم‌ساز شد و برای کارگردان مطرحی چون داریوش مهرجویی در فیلم دایرهٔ مینا بازیگری کرد. فیلم سه سال توقیف بود و پیش از نمایشش در نقش جدی در فیلم سرایدار حضور یافت که وجههٔ دیگری به وی بخشید و شروع خوب و متفاوتی برایش محسوب می‌شد. بعد از آن ناصر تقوایی برای ایفای نقش «سعید»، شخصیت کلیدی سریال دائی‌جان ناپلئون او را به بازی گرفت که به چهره‌ای ماندگار مبدل شد. بازیگری در فیلم جنجالی در امتداد شب برایش شهرت مضاعف و درآمد خوبی به‌همراه داشت. او محل سکونت خود را از خیابان پیروزی به کامرانیه انتقال داد و تبدیل به سوپراستار سینمای ایران شد، ولی این موفقیت دیری نپایید. کنگرانی بهمن فرمان آرا و شهره آغداشلو را از جمله افرادی برشمرد که در ناکامی او نقش پررنگی بازی کردند.
او همچنین نقش کوتاهی در فیلم صحرای تاتارها در کنار بازیگران سرشناسی چون ویتوریو گاسمن، ماکس فون سیدو، جولیانو جما، فیلیپ نواره، فرناندو ری و ژان- لویی ترنتینیان داشته است.

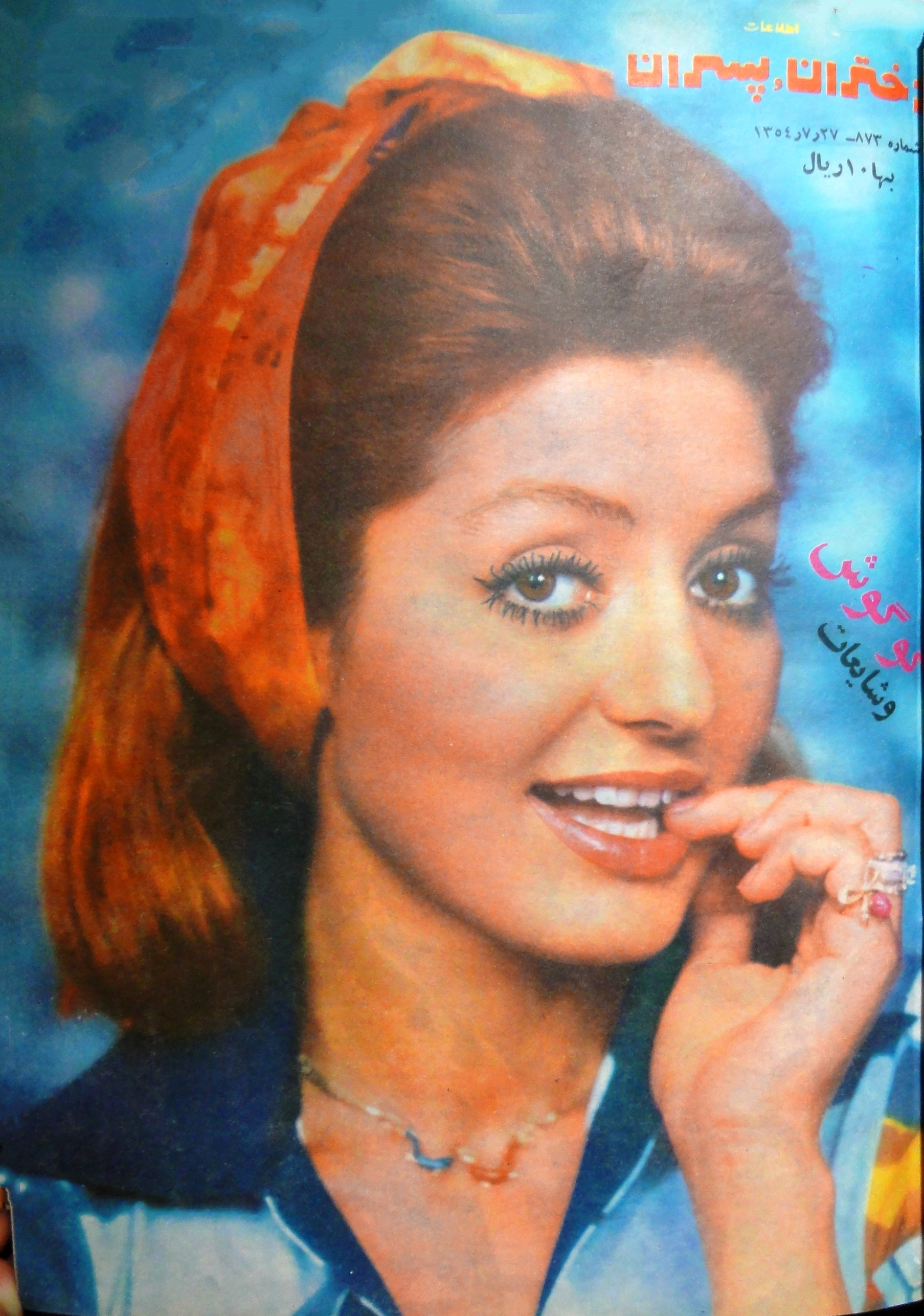
گوگوش و سعید کنگرانی در نمایی از فیلم در امتداد شب

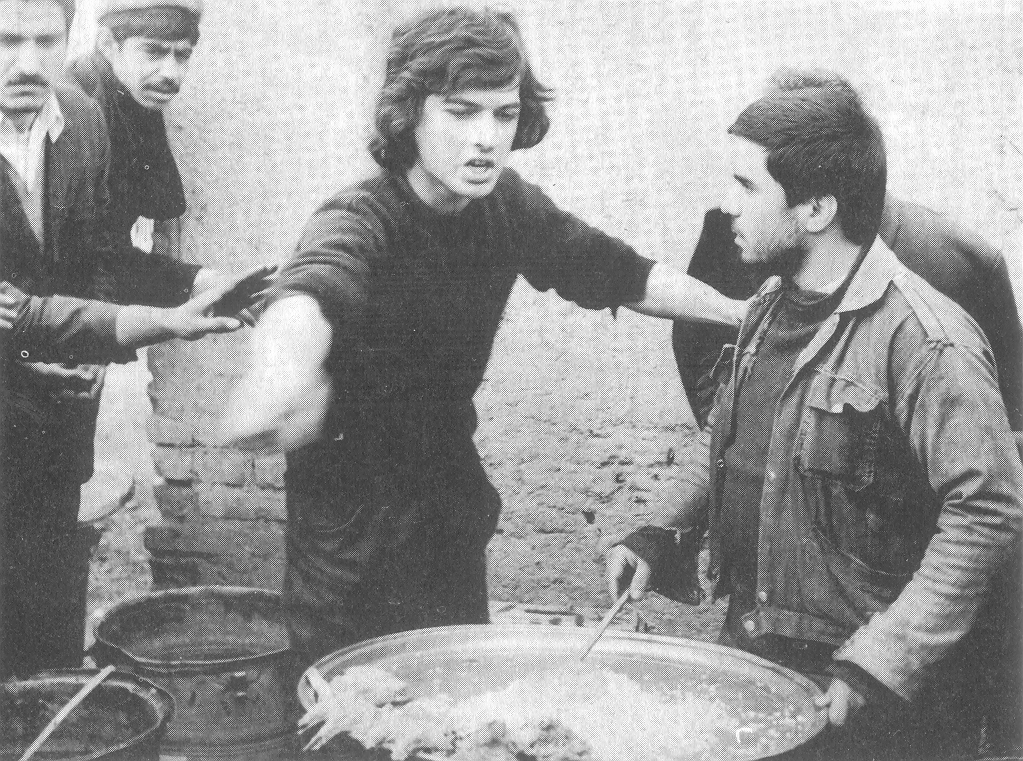
سعید کنگرانی در نقش علی در فیلم دایره مینا

پس از انقلاب ۱۳۵۷ کنگرانی به بازیگری ادامه داد و در پرواز در قفس (۱۳۵۹) و فصل خون (۱۳۶۰) حبیب کاووش بازی کرد. فیلم گرداب (۱۳۶۱) آخرین فیلم او پیش از وقایع بعد بود که علی‌رغم تهیه‌کنندگی بنیاد مستضعفان توقیف شد.
پس از آن چند کارگردان برای ایفای نقش به او پیشنهاد کار دادند از جمله علی حاتمی برای فیلم مادر که او را برای ایفای نقش فرزند عارف مسلک خانواده (که بعدها امین تارخ آن را پذیرفت) در نظر گرفته بود، ولی کنگرانی در سال ۱۳۶۴ بدون ذکر دلیل،  ممنوع‌التصویر اعلام شد و از ادامه فعالیتش جلوگیری به‌عمل آمد. کنگرانی علی‌رغم تلاش فراوان، نتوانست حکمش را تعدیل کند. کنگرانی در سال ۱۳۶۷، ایران را ترک کرد و به کالیفرنیا در آمریکا رفت و ۱۶ سال از بازیگری حرفه‌ای دور ماند. وی پس از بازگشت به ایران، در فیلم سینمایی ازدواج به سبک ایرانی (محصول ۱۳۸۳ به کارگردانی حسن فتحی) ایفای نقش کرد. پس از آن قرار بود در فیلم فرزند صبح نیز بازی کند.
قرار بود که کنگرانی پیش از مرگش در شهریور ۱۳۹۷ و پس از ۱۴ سال دوری از بازیگری، مجدداً در سریال رقص روی شیشه ایفای نقش کند؛ اما درست چند روز قبل از فیلم‌برداری ابن سریال، بر اثر ایست قلبی درگذشت.

## درگذشت

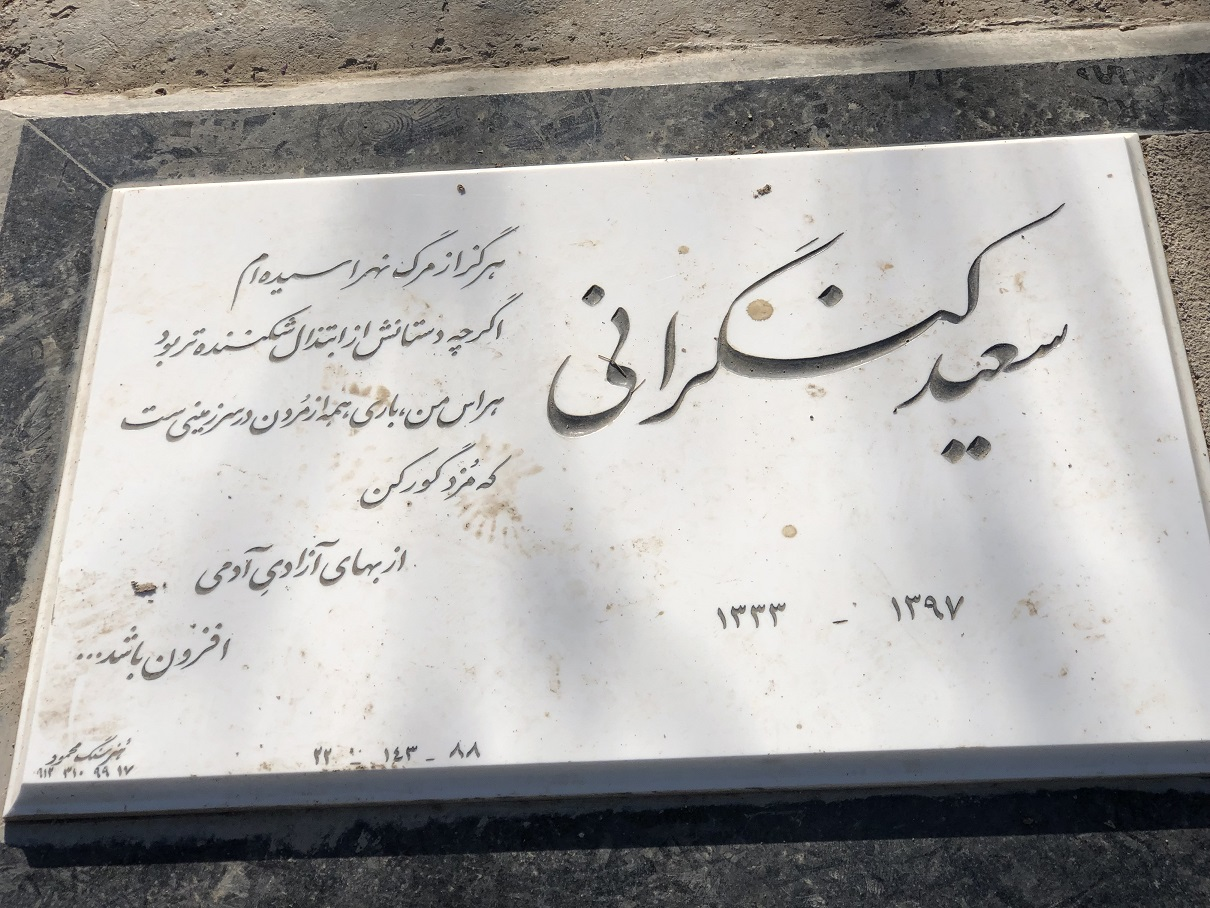
قبر کنگرانی در قطعهٔ هنرمندان بهشت زهرا

سعید کنگرانی در تاریخ ۲۳ شهریور سال ۱۳۹۷، در سن ۶۴ سالگی، بر اثر ایست قلبی درگذشت. پیکر سعید کنگرانی صبح دوشنبه، بیست و ششم شهریور ماه با حضور خانوادهٔ وی و تنی چند از اهالی سینما و رسانه، در قطعهٔ هنرمندان بهشت زهرا به خاک سپرده شد.

## آثار

### سینمایی
| سال  | نام                  | سمت    | کارگردان       | توضیحات |
| ---- | -------------------- | ------ | -------------- | --- |
| ۱۳۸۳ | ازدواج به سبک ایرانی | بازیگر | حسن فتحی       | در نقش دایی مهدی |
| ۱۳۶۰ | گرداب                | بازیگر | حسین دوانی     | این فیلم توقیف شد و تمامی نسخه‌های فیلم و حتی نوار صوتی آن از دسترس خارج گردید. فیلم‌برداری این فیلم از ۱۱ آبان ۱۳۶۰ در تهران آغاز شد، اما به سبب مشکلات گوناگون، از ۱۰ بهمن ۱۳۶۰ تا ۲۲ اردیبهشت ۱۳۶۱ متوقف شد و سرانجام در آن سال پایان یافت؛ اما فیلم بلافاصله توقیف شد، چرا که مسئولان معتقد بودند «فحشا را اشاعه می‌دهد، به مردم مستضعف توهین می‌کند و روابط غیر الهی را ترسیم می‌کند.» |
| ۱۳۵۹ | فصل خون              | بازیگر | حبیب کاووش     | در نوروز ۱۳۶۰ اکران شد. |
| ۱۳۵۷ | پرواز در قفس         | بازیگر | حبیب کاووش     | در نقش سهراب. ساختِ این فیلم چند ماه پیش از انقلاب در سال ۵۷ تمام شد، اما در سال ۱۳۵۹ و با تغییر دیالوگ‌های آن به نمایش درآمد. |
| ۱۳۵۶ | در امتداد شب         | بازیگر | پرویز صیاد     | در نقش بابک |
| ۱۳۵۵ | سرایدار              | بازیگر | خسرو هریتاش    | در نقش داوود نجفی |
| ۱۳۵۳ | دایرهٔ مینا           | بازیگر | داریوش مهرجویی | در نقش علی |
| ۱۳۴۹ | رضا موتوری           | بازیگر | مسعود کیمیایی  | نقشی کوتاه و فرعی |
| ۱۳۴۵ | امروز و فردا         | بازیگر | عباس شباویز    | در نقش یکی از کودکان فیلم؛ نام او در عنوان‌بندی فیلم نیامده است. |

### تلویزیونی
- ۱۳۵۵ - دائی‌جان ناپلئون (ساختهٔ ناصر تقوایی)